# Castillo de Puente del Congosto
El castillo de los Dávila es un castillo de origen medieval de la localidad de Puente del Congosto, provincia de Salamanca, Castilla y León, España. Fue declarado bien de interés cultural el 7 de octubre de 2019, junto al puente fortificado de la localidad, como conjunto histórico.

## Historia
La historia de su construcción comienza en 1393, con el caballero Gil González Dávila señor de estas tierras y sus descendientes. Más tarde paso a la Orden de Calatrava, parece ser que la reina Isabel I pernoctó en dicho castillo y también Carlos V se alojó en él de camino a su retiro al monasterio de Yuste.
En 1539, tras la guerra de las Comunidades de Castilla, pasó a manos del Ducado de Alba, permaneciendo en esta casa hasta 1881, cuando una vez extinguido el cobro del portazgo fue vendido, siendo actualmente de propiedad privada.

## Descripción
Ubicado sobre el escarpe que forma la ribera del Tormes, el castillo se encuadra dentro de un amplio recinto por altos muros, a los que se adosa el cementerio. Su planta tiene forma de hexágono irregular con un cubo en un extremo de la cerca y un gran patio de armas que da el acceso al recinto interior. Un grueso muro separa el patio de armas del resto de la fortificación, formada básicamente por una gran torre de planta rectangular distribuida en cuatro plantas a la que se adosa otro cuerpo de tres plantas y azotea, construido años más tarde que aquél.
El acceso a la planta baja del alcázar se efectúa desde otro patio enlanchado, bajo el que se ubica un magnífico aljibe. El acceso al castillo se realiza en la planta inferior del cubo, bien a través de una puerta formada por doble arco rebajado u otra abierta en recodo. Un arco de medio punto permite el acceso a la torre desde la primera planta cubierta por bóveda de ladrillo sujeta por dos arcos formeros de sillería de granito. Una escalera de caracol, permite el acceso a la segunda planta, por encima de la cual se sitúa la azotea.
En la actualidad el castillo es de propiedad particular y ha sufrido importantes transformaciones para adecuar su uso a la celebración de eventos.
Aunque algunas de sus puertas originales se encuentran cegadas, el conjunto conserva huecos en forma de saeteras, aspilleras, así como elementos defensivos y decorativos característicos de la arquitectura militar de este período. 